# Because of You (After School)
Because of You è il secondo singolo del gruppo musicale sudcoreano After School, pubblicato nel 2009 dall'etichetta discografica Pledis Entertainment.

## Antefatti
Prima di annunciare il ritorno sulla scena musicale, la Pledis Entertainment annunciò che il gruppo avrebbe pubblicato il singolo Because of You senza la partecipazione di Yoo So-young che lasciò il gruppo per proseguire una carriera di attrice. Il singolo segna il debutto nel gruppo di due nuovi membri, Raina e Nana. Dopo la pubblicazione, Because of You arrivò al primo posto nelle principali classifiche musicali e diventò all'istante una hit. Fu scaricata più di 4.000.000 volte, diventando così il singolo più venduto del gruppo.

## Formazione
- Raina – voce
- Nana – voce
- Uee – voce
- Kahi – voce, rapper
- Bekah – rapper
- Jooyeon – voce
- Jungah – voce